# دانشگاه ایندیانا

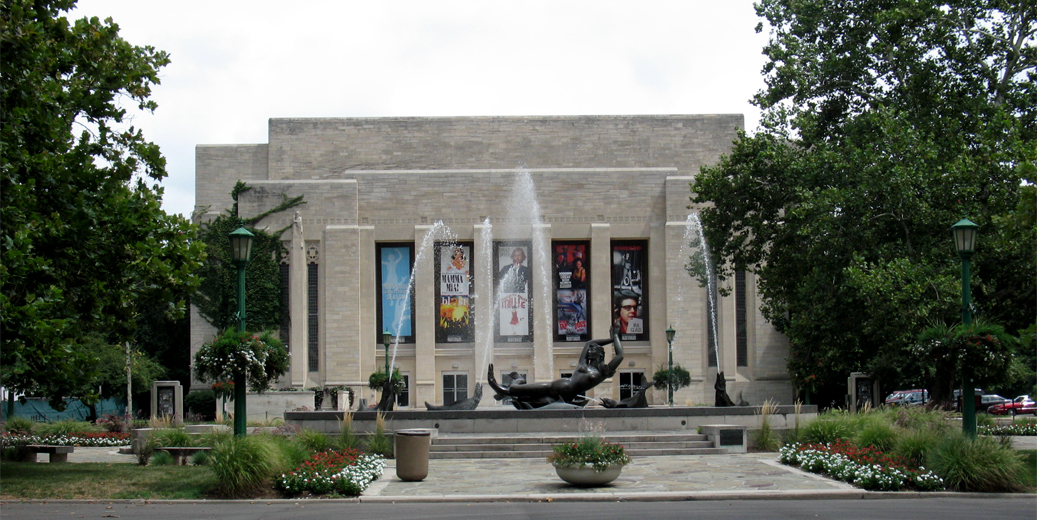

دانشگاه ایندیانا (به انگلیسی: Indiana University) یکی از نظام‌های دانشگاهی دانشگاه‌های ایالات متحده آمریکا در دانشگاه‌های ایالت ایندیانا است.